# Burg Fernstein
Die Burg Fernstein ist eine Höhenburg im Tiroler Ortsteil Fernstein der Gemeinde Nassereith. Sie liegt sechs Kilometer nördlich von Nassereith auf einem Felssporn über der Fernpassstraße, die von Imst nach Reutte (mit einer Abzweigung nach Garmisch-Partenkirchen) führt, und oberhalb des Fernsteinsees.

## Geschichte
Die heutige Burg wurde im Jahr 1288 erstmals urkundlich erwähnt. In dem landesfürstlichen Haupturbar Graf Meinhards II. wird ein Rudeger von Verrenstein genannt, der vermutlich das Amt eines landesfürstlichen Pflegers eingenommen hat. Später werden in dieser Funktion noch Konrad Mühlhauser (ab 1297), Ulrich Potzner (1317), Werlin von Tablat, Richter zu Imst und sein Bruder Christian (1319–1339) angegeben. Bereits in dieser Zeit hatte die Wehranlage die Aufgabe einer Zollstätte, was 1312 aus einer Beschwerde der Gemeinde Imst an den Landesfürsten hervorgeht, nach der die Kaufleute am Tor „halbe Tage“ warten müssten.
Zwischen den Jahren 1308 und 1339 haben Bauarbeiten an der Burg stattgefunden. Im Jahre 1423 erscheint als Pfleger der Sigmund Henlein, der hier letztmals im Jahre 1439 erwähnt wurde. Nach weiteren Pflegern verlieh Herzog Sigismund der Münzreiche 1446 die Vesten Vernstain mit ihrer zugehören, auch allem zewg und varender Hab, so meiner gnedigen Herrschaft zugehört und mir insgeantwurt und empfohlen ist dem Hans Kellner. Herzog Sigmund gab einen umfassenden Ausbau in Auftrag, dieser erfolgte ab 1451. Unter dem Pfleger Caspar Frech wurde eine (auch heute noch in großen Teilen erhaltene) Mauer von dem oberen Turm bis zum sogenannten Niederhaus am Talgrund errichtet. Zugleich wurde beim Niederhaus eine Kapelle errichtet, die 1478 vollendet war. Das Niederhaus war mit einer Harnischkammer mit Harnischen und Waffen aller Art und einer Herzogskammer mit Hirschgeweihen, Zinnschüsseln, Bechern und Leuchtern ausgestattet. Alle diese Baumaßnahmen erfolgten gleichzeitig mit dem Aufbau des nicht weit entfernten Schloss Sigmundsburg. Für Fernstein und Sigmundsburg werden in der Folge auch gemeinsame Pfleger genannt.
1543 wurde die früher am Talgrund verlaufende Zollstraße an den Hang verlegt. Sie bog nun ein Stück vor dem Fernsteinsee nach Nordwesten ab, übersetzte den Klausenbach mit einer mächtigen Steinbrücke und passierte unterhalb des alten Turms einen versperrbaren Straßendurchlass (heutiges Klausengebäude). Diese neubefestigte Talsperre musste sich 1552 als Verteidigungswerk bewähren, denn damals fiel Kurfürst Moritz von Sachsen im Schmalkaldischen Krieg in Tirol ein und wurde bei Fernstein 36 Stunden aufgehalten, wodurch angeblich Kaiser Karl V. fliehen konnte. Bei dem Rückzug des Kurfürsten sollen Fenster, Öfen und die Dachung von Fernstein zerstört worden sein, wie aus Rechnungen des Zöllners Martin Thanhamer hervorgeht.
1718 kamen Zoll und Güter an Johann Abraham Reinhart von Thurnfels. Bis zum Ende des 18. Jahrhunderts blieb diese Familie hier ansässig. In dieser Zeit wird die Tordurchfahrt zu dem heute noch bestehenden einheitlichen Baublock überbaut, wobei die Obergeschoße reich mit Stuckarbeiten ausgestattet werden. Nachdem die Zollstätte 1780 an den Fernpass verlegt worden war, wurde Fernstein versteigert. 1791 kaufte der Arzt Josef Anton von Ritter zusammen mit dem nie fertiggestellten Schloss Sigmundsburg auch die Klause. Seit 1803 ist die Gemeinde Nassereith Inhaber, von 1820 bis 1830 die Familie Schönherr aus Nassereith. 1857 erwarb Baron Schimmelpfennig aus Berlin die Anlage, auf ihn folgte in den 1890er Jahren der Brauereibesitzer Baron Ziegler, der historistische Umbauten am Schreiber- und Zöllnerhaus vornehmen ließ. Fernstein wurde dann an die Benediktiner-Missionare der Abtei St. Ottilien vererbt. 1933 wurde das Klausengebäude von diesen instand gesetzt, da hier ein Sanatorium errichtet werden sollte. Daraus wurde aber nichts. In der Folge pachtete die Gastwirtsfamilie Köhle die Anlage und kaufte diese 1960 den Benediktinern ab. Noch heute ist die Anlage im Besitz der Familie Köhle, die auch das Schlosshotel Fernsteinsee betreibt.

## Bauteile von Fernstein
Fernstein besteht aus mehreren Bauteilen, die im Laufe der Jahrhunderte unterschiedliche Funktionen wahrgenommen haben.

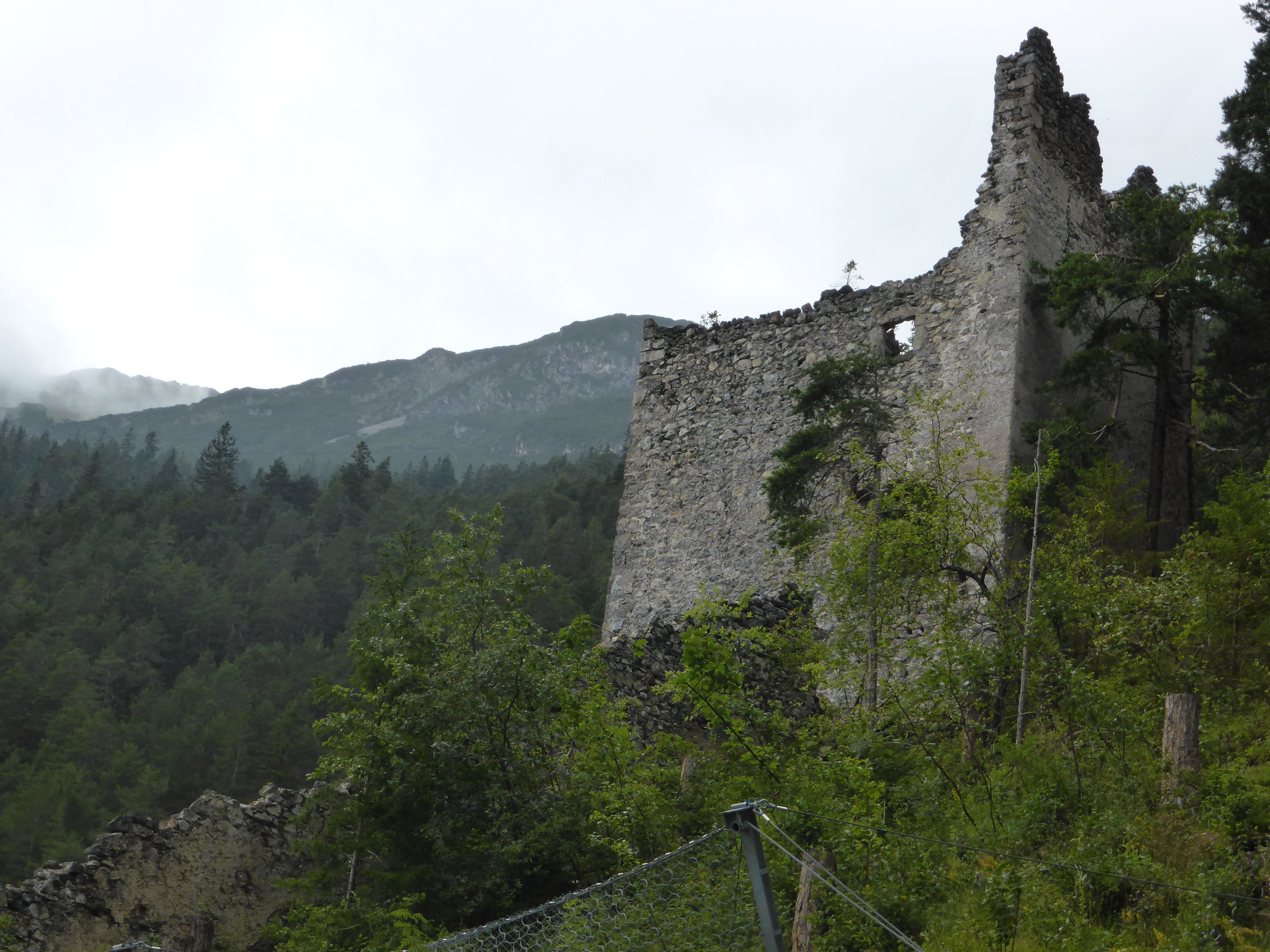
Ehemaliger Wohnturm der Burg Fernstein

Der älteste Bauteil ist der hoch gelegene und nun ruinöse Wohnturm im Westen der Anlage. Er besitzt Außenmaße von 11,2 m × 8,2 m und Mauerstärken zwischen 1,15 und 2,20 m. Die bergseitige Wand ist um ein Stockwerk höher gezogen. An der Südwand liegt der Zugang durch eine spätmittelalterliche Tür mit einem geraden Sturz mittels eines Holzbrettes. Im ersten Obergeschoß ist südseitig ein hochgelegter und teilweise vermauerter Zugang mit Tuffrahmung. Im Abstand von 5,20 m verläuft der Rest einer Futtermauer, der eventuell für eine Konstruktion für den hochgelegenen Einstieg gefertigt wurde. Der Turm stammt ausweislich seines Mauerwerks aus dem späten 13. Jahrhundert.

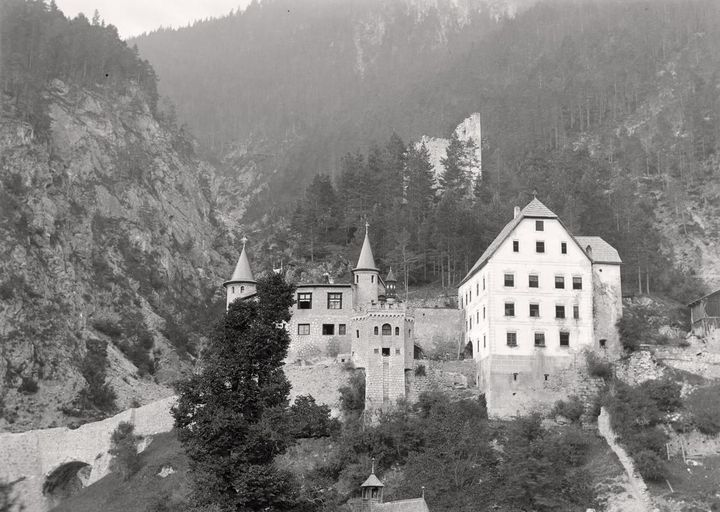
Burg Fernstein 1894

Die vom Turm zum See führende Sperrmauer wurde 1462 errichtet. Sie ist aus schlechtem Mauerwerk erbaut (Bruchsteine und Ziegeldurchschuss) und hat eine Stärke von 0,70 m. Oberhalb des Klausengebäudes ist sie noch 4 m hoch. Hier sind Balkenlöcher für einen nach innen vorkragenden Wehrgang angebracht. Unterhalb des Klausengebäudes ist der Mauerverlauf nur mehr an Mauerresten erkennbar.

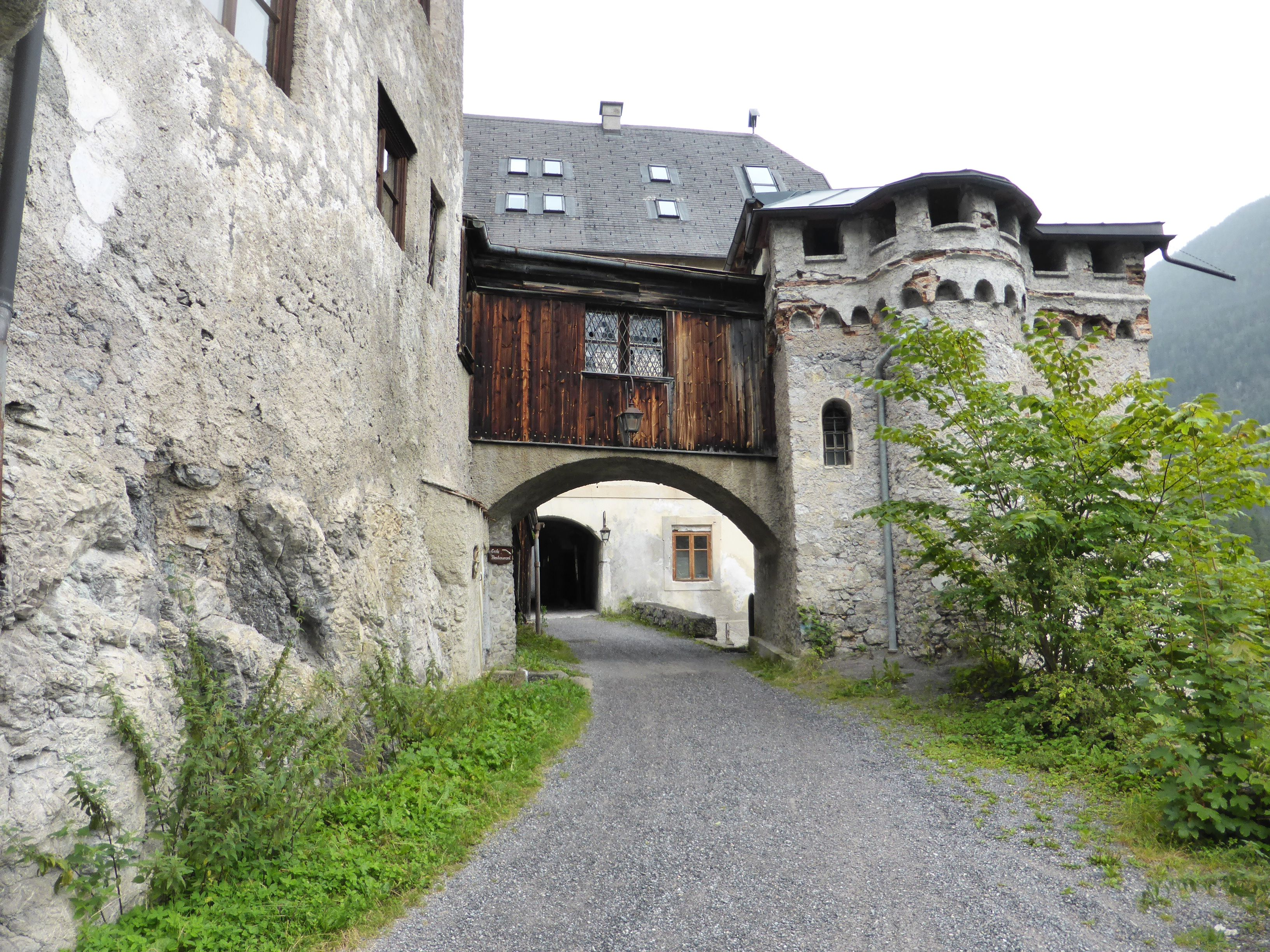
Klausengebäude von Schloss Fernstein

Das Klausengebäude ist ein dreigeschoßiges Haus mit einem Krüppelwalmdach. Seine Talseite ist aufgrund der extremen Hanglage unterkellert. Eine Fassadengliederung wird durch eine Eckputzquadrierung, horizontale Geschoßbänder an der Giebelfront und Fensterohren aus dem 19. Jahrhundert erreicht. Im talseitigen Kellergeschoß befindet sich eine rundbogige, gefasste Tür aus dem 16. Jahrhundert. Im Inneren sind Stichkappentonnengewölbe. Die alte, aus dem Felsen gehauene Hangstraße von 1543 durchzieht das Klausengebäude in der Höhe des Erdgeschoßes. In der Durchfahrt führt die Treppe ins Obergeschoß durch eine Rundbogentür aus dem 15. Jahrhundert. Aus der aus zwei Tonnengewölben zusammengesetzten Durchfahrt wird die Zweiphasigkeit des Baus deutlich. Im Obergeschoß befinden sich Wohnräume mit zum Teil qualitätsvollen Stuckteilen des 18. Jahrhunderts. An der nördlichen Außenfassade war bis 1933 ein bis zur Dachtraufe reichender, quadratischer Turm mit starken Mauern angefügt. Dieser wurde bis auf ein Geschoß abgebrochen und bildet heute eine Dachterrasse. Auffällig sind seine sorgfältig behauenen Quadersteine an den Ecken und im Inneren ein Kreuzgewölbe aus dem 15. Jahrhundert. Gegenüber diesem Turmrest sind am Hang Felsausnehmungen, die eventuell zu einer früheren Toranlage gehörten. 1856 wurde die heute noch bestehende Straße wieder unterhalb des Klausengebäudes verlegt; damit verfiel teilweise die Weganlage aus dem 16. Jahrhundert.
Südlich des Klausengebäudes liegt das auf dem Felsen aufgesetzte Schreiberhaus. Im Kern geht dieses auf das 16. Jahrhundert zurück, wurde aber vor 1898 fast vollständig in historistischer Form umgebaut. Es ist ein zweigeschoßiges, fünfachsiges Gebäude mit einem Pultdach und wird seitlich jeweils von einem Rundturm mit steilem Kegeldach eingerahmt. Auf der südlichen Seite befindet sich ein zweigeschoßiger Viereckerker, der auf gefasten und gerundeten Doppelkragsteinen aufsitzt; er hat einen früher hier befindlichen Erker ersetzt.
Gegenüber dem Schreiberhaus liegt das ehemalige Zöllnerhäuschen. Es ist auf einer freistehenden Pfeilerwand über den Felsabhang hinausgeschoben. Der rechteckige Kernbau stammt noch aus dem 16. Jahrhundert. Im Zuge des historistischen Umbaus wurde es nord- und südseitig mit apsidenförmigen Anbauten mit Zierzinnen über vorkragenden Rundbogenfriesen ausgestattet. Das Innere ist fast vollständig getäfelt und enthält eine an die Renaissancezeit erinnernde Ausstattung. Vom Obergeschoß führt ein Brückengang mit Holzoberbau zum Schreiberhaus.
Unterhalb des Klausengebäudes liegt eine Kapelle aus dem Jahr 1478. Sie war den Vierzehn Nothelfern geweiht. Herzog Sigismund hatte für sie ein Kaplaneibenefizium gestiftet. Mit der Verlegung der Zollstelle auf den Fernpass wurden der 1661 geschaffene Nothelferaltar und auch das Benefizium auf eine dort errichtete Nothelferkapelle übertragen. Die Kapelle ist zweijochig mit einem dreiseitigen Abschluss und Spitzbogenfenstern. Sie ist mit einem steilen Satteldach bedeckt und von einem offenen Giebelreiter bekrönt. An der Nordseite befindet sich ein Sakristeianbau.

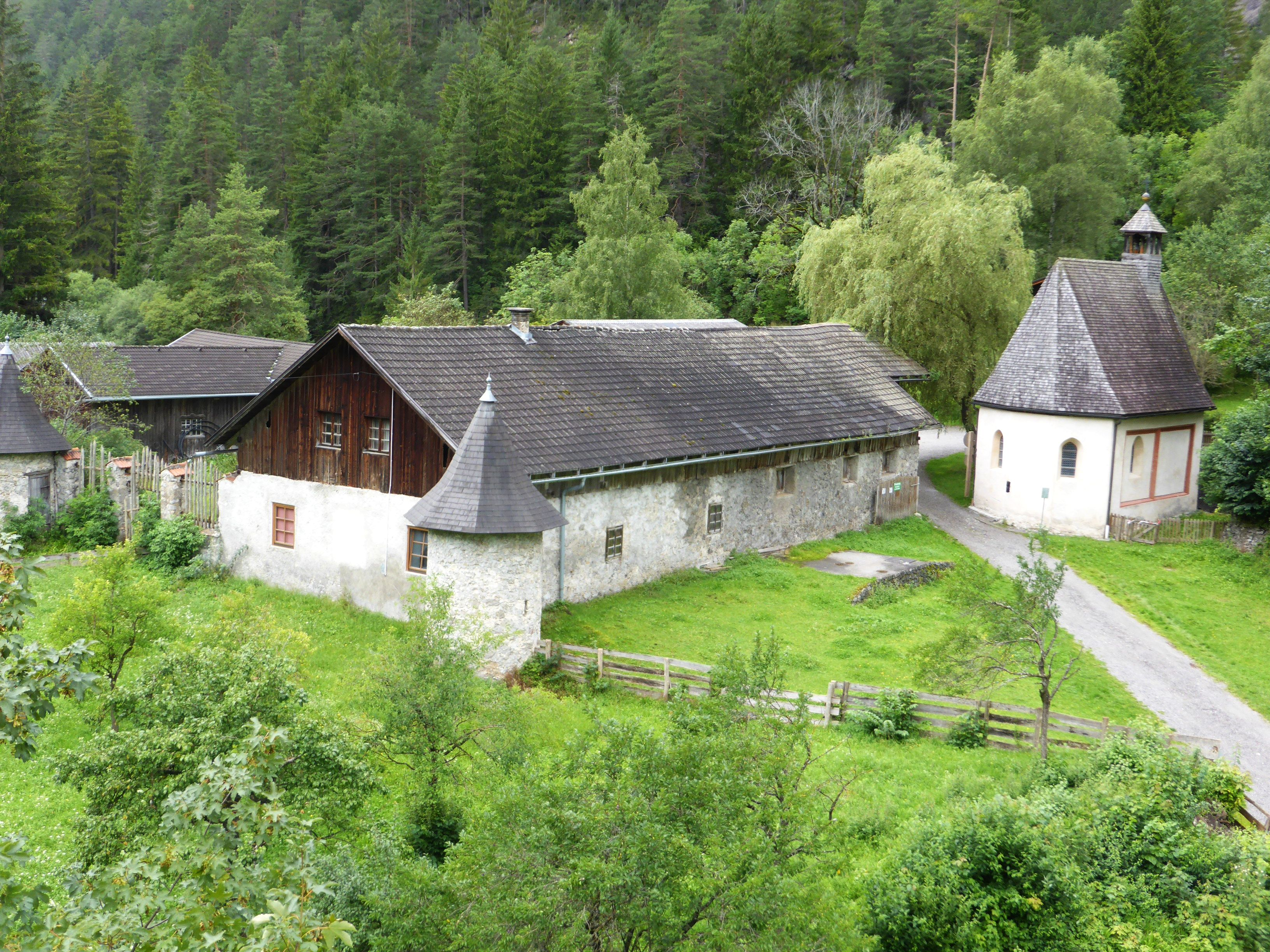
Niederhaus bei Schloss Fernstein mit Vierzehn-Nothelfer Kapelle

Das Niederhaus wurde 1462 erstmals erwähnt. Vom oberen Turm bis hierher verlief die alte Sperrmauer. Es wurde baulich verändert und dient heute als Wirtschaftsgebäude. Zum großen Teil ist noch der alte Mauerbestand erhalten, die Rondelle sind Ausgestaltungen des 19. Jahrhunderts.